# رحيم آباد يك (مقاطعة دورة)
رحيم‌آباد يك (بالفارسية: رحیم‌آباد یک) هي قرية تقع في قسم دورة الريفي (مقاطعة دورة) في إيران. يقدر عدد سكانها بـ 121 نسمة .